# Teatro del Nuevo Mundo
El Teatro de Nouveau Monde o Teatro del Nuevo Mundo  (en francés: Théâtre du Nouveau Monde, TNM) es una compañía de teatro y edificio sede situado en la rue Sainte-Catherine en la ciudad de Montreal, en la provincia de Quebec, al este de Canadá. Fundado en 1951, se puso en marcha con el clásico de El avaro de Molière. 
Inicialmente ubicada en el Gesù (1951-1958), posteriormente se trasladó a la Orpheum, a continuación, a partir de 1966 lo trasladaron a la salle de Port-Royal en la Place des Arts, donde permaneció hasta 1972.
En 1972, el TNM compró el edificio en donde estaba el Teatro Gayety. El edificio fue renovado en 1997 por el arquitecto de Montreal Dan Hanganu.